# Felsen-Kugelschötchen
Das Felsen-Kugelschötchen (Kernera saxatilis) ist die einzige Art der Pflanzengattung Kernera innerhalb der Familie Kreuzblütengewächse (Brassicaceae). Diese kalkstete Art gedeiht an felsigen Standorten in den Gebirgen Europas.

## Beschreibung

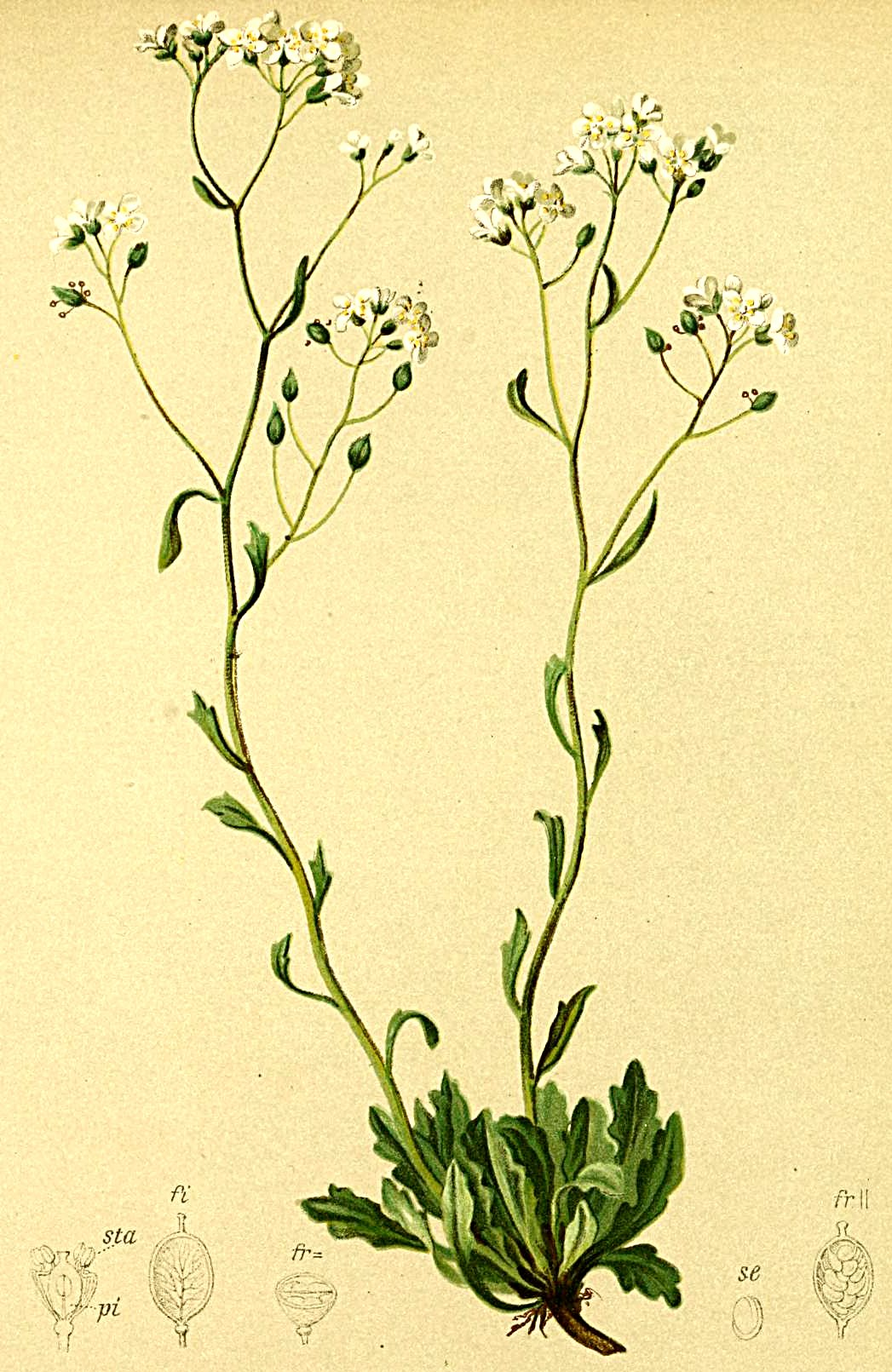
Illustration aus Atlas der Alpenflora

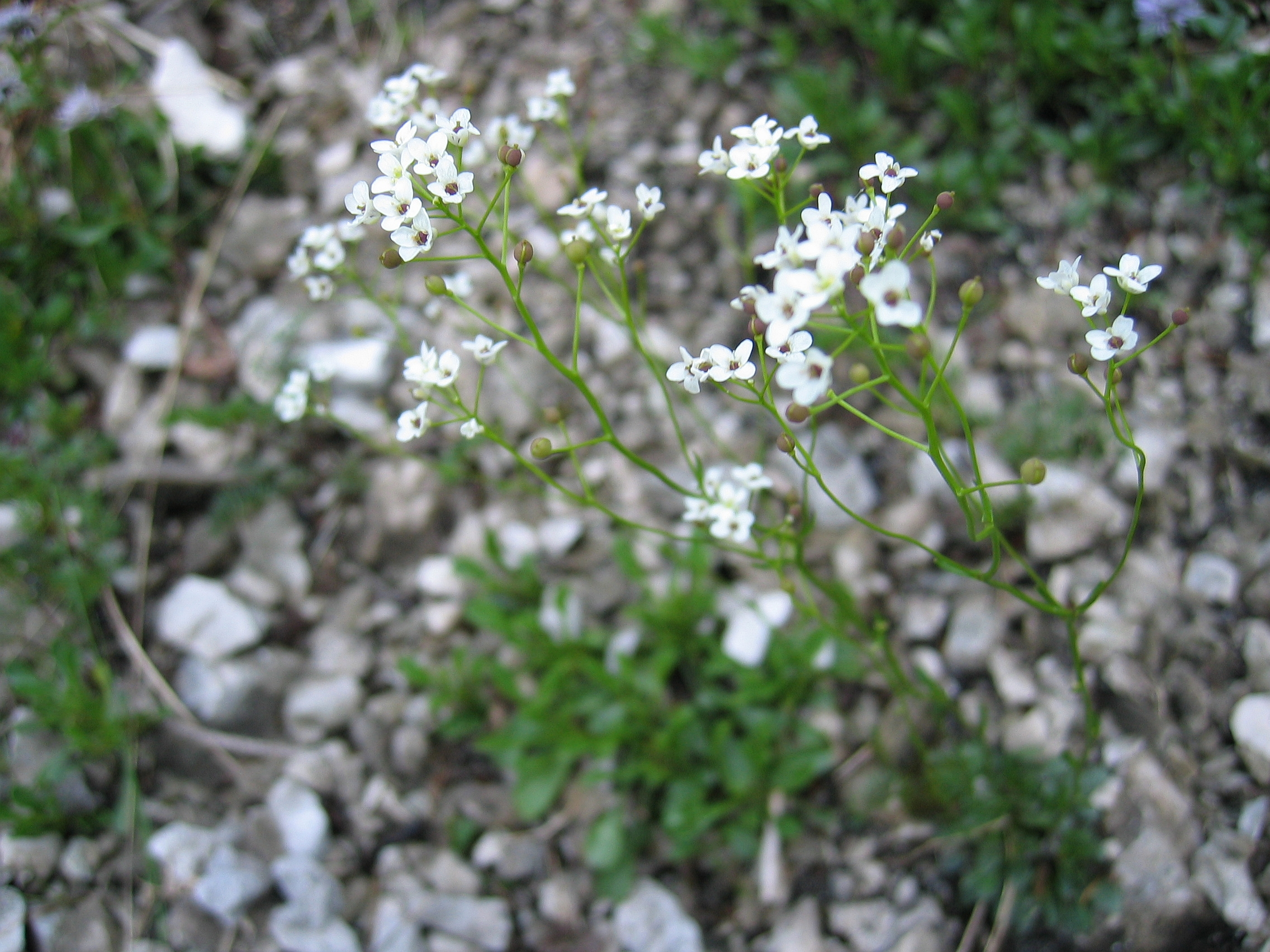
Blütenstände

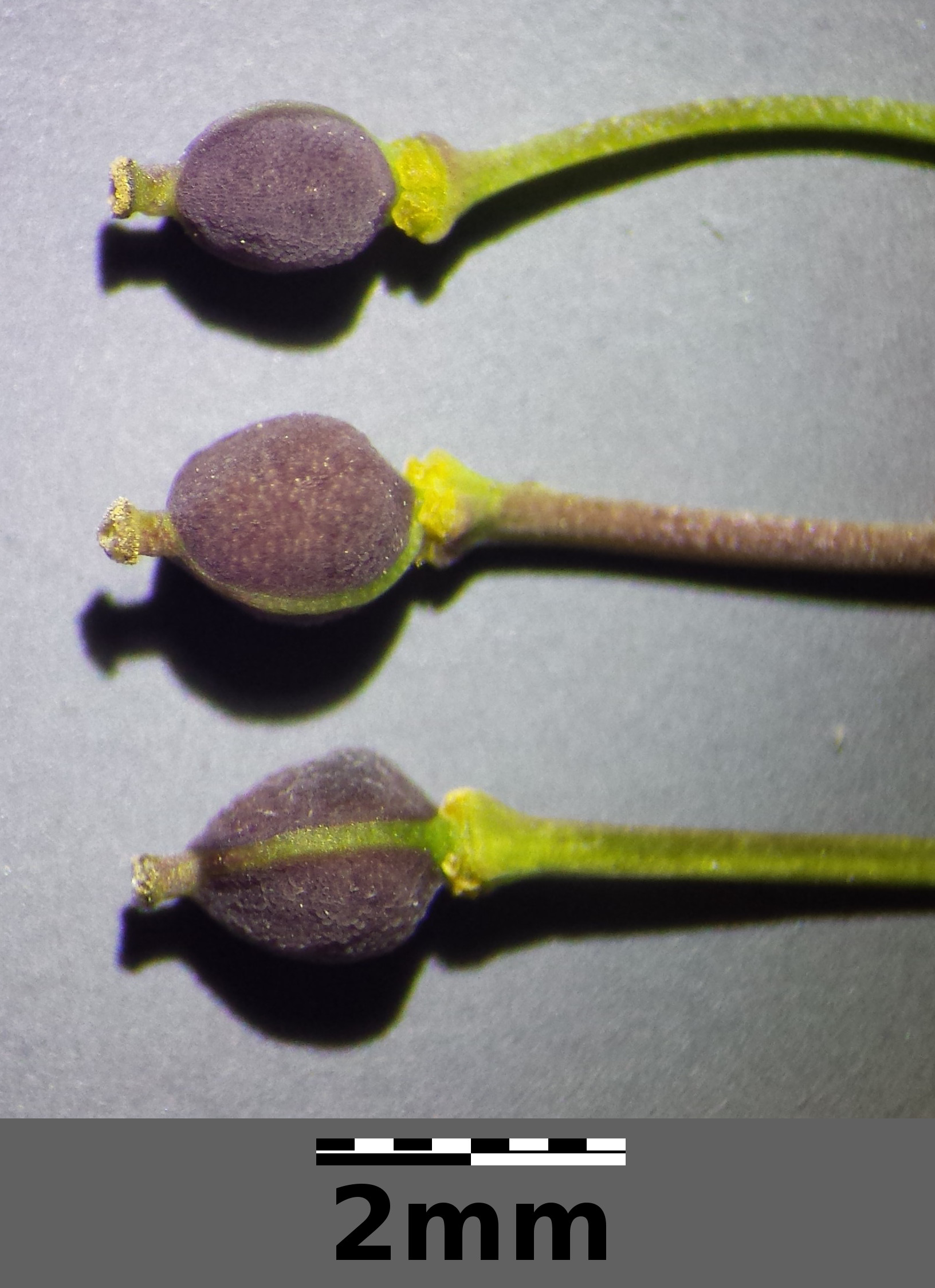
Schötchen

### Vegetative Merkmale
Das Felsen-Kugelschötchen wächst als überwinternd grüne, ausdauernde krautige Pflanze und erreicht Wuchshöhen von 10 bis 30 Zentimetern. Es werden Rhizome gebildet. Der relativ lange, sparrig verzweigte Stängel ist im unteren Bereich behaart.
Die Laubblätter sind in grundständigen Blattrosetten und am Stängel wechselständig verteilt angeordnet. Die Grundblätter sind verkehrt-eiförmig, meist ganzrandig, seltener gezähnt oder fiederspaltig mit einfachen Haaren (Trichome). Die Stängelblätter sind einfach, spatelförmig oder elliptisch, ganzrandig oder gezähnt.

### Generative Merkmale
Die Blütezeit reicht von Juni bis August. Die relativ kleinen Blüten sind zwittrig und vierzählig. Es sind vier Kelchblätter vorhanden. Die vier freien Kronblätter sind weiß. Der Fruchtknoten ist zweikammerig. Die Staubfäden der längeren der sechs Staubblätter sind gebogen.
Die Fruchtstiele sind abstehend. Die Früchte werden als Schötchen bezeichnet, weil das Verhältnis von Länge und Breite unter 3:1 liegt. Diese kahlen Schötchen sind mit einer Länge von 2 bis 3 Millimetern kugelig (daher der Trivialname Kugelschötchen) oder ellipsoid, mit einer kurzen Spitze. Die Schötchen enthalten vier bis zwölf Samen.
Die Chromosomenzahl beträgt 2n = 16.

## Ökologie
Beim Felsen-Kugelschötchen handelt es sich um einen Chamaephyten, dabei befinden sich Überdauerungsknospen an den Sprossachsen einige Zentimeter über der Erdoberfläche und die Überdauerungsknospen werden durch eigene Pflanzenteile oder durch Schnee geschützt.
Blütenökologisch handelt es sich um Scheibenblumen mit halbverborgenem Nektar; die Nektarien befinden sich an der Basis der Staubblätter. Als Bestäuber gelten Syrphiden, Bienen sowie Falter.
In einem ersten weiblichen Stadium schließen sich die noch kleinen Blütenhüllblätter knospenartig zusammen und lassen an der Spitze nur eine kleine Öffnung zwischen sich, die fast ganz von der großen Narbe ausgefüllt wird. Ein Insekt, das schon Pollen mitbringt, kann also nur Fremdbestäubung bewirken. Später lockert sich die Blüte, die Kronblätter vergrößern sich und beugen ihre Platte auswärts, sodass die Staubbeutel zugänglich werden. Die eigenartige Seitwärtskrümmung der längeren Staubfäden nach den kurzen hin bewirkt eine starke Ansammlung von Pollen auf den beiden Lateralseiten der Blüte, wo ja auch die einzig vorhandenen vier Nektardrüsen sich befinden. Auf den Medianseiten, wo Nektardrüsen fehlen, ist der Zugang zum Blütengrund wie durch Querbalken versperrt.

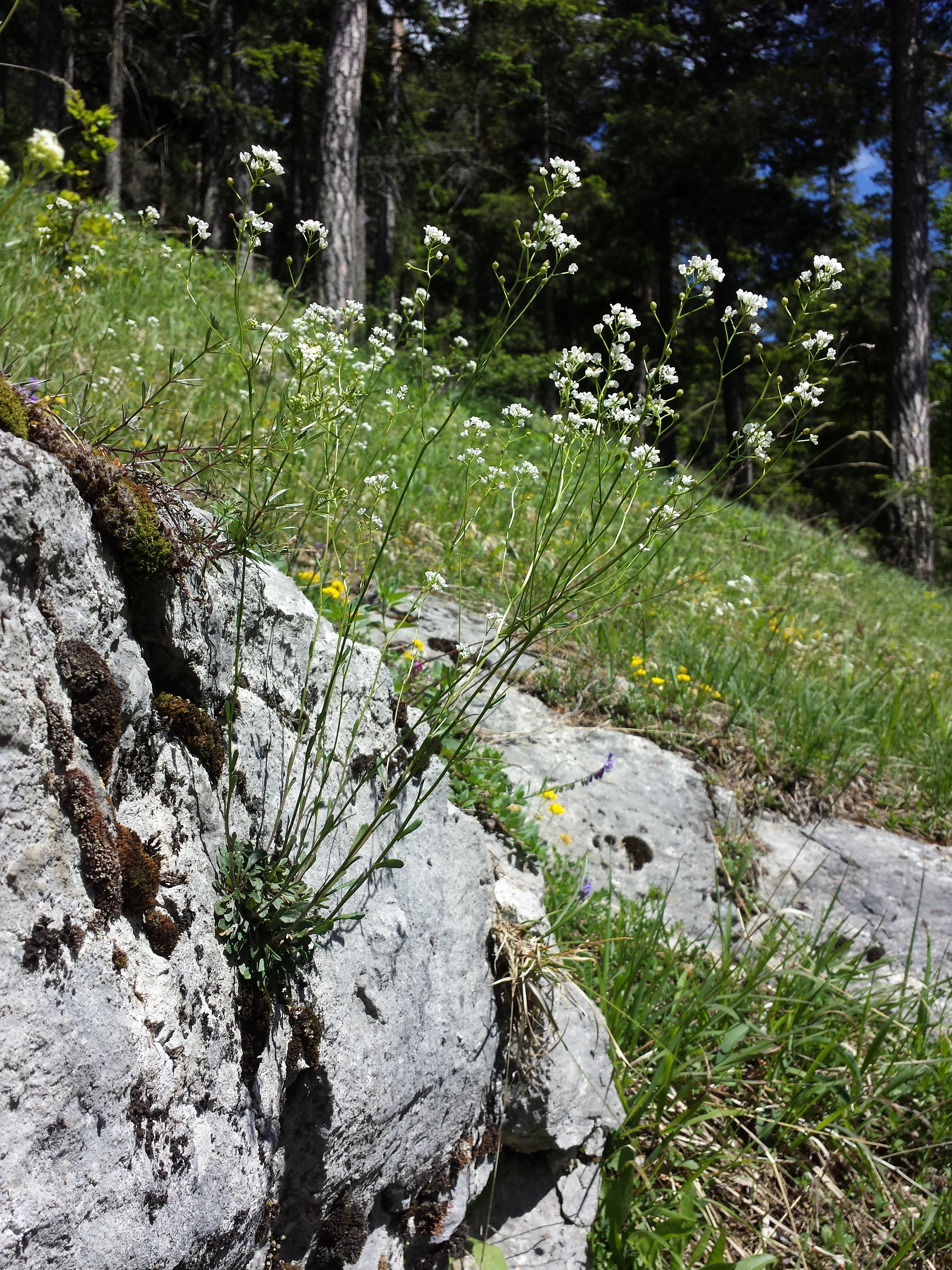
Habitus im Habitat

## Vorkommen
Das Felsen-Kugelschötchen ist in den Gebirgen Europas in den Kalkketten der Alpen, Pyrenäen, des Jura, Apennin, Karpaten und Balkan verbreitet.
Es gedeiht in den montanen bis subalpinen Höhenstufen auf Kalk und bevorzugt steinige Rasen, Fels und Schutt. Es ist in Mitteleuropa eine Verbandscharakterart des Potentillion caulescentis-Verbands.
In den Allgäuer Alpen steigt es im Tiroler Teil auf dem Grat zwischen Muttekopf und Rotnase in Höhenlagen bis zu 2200 Metern auf. In der Schweiz steigt es von 240 Meter Meereshöhe im Tessin bis zu 2700 Meter in der Berninagruppe auf.
Die ökologischen Zeigerwerte nach Landolt & al. 2010 sind in der Schweiz: Feuchtezahl F = 1+ (trocken), Lichtzahl L = 5 (sehr hell), Reaktionszahl R = 5 (basisch), Temperaturzahl T = 2+ (unter-subalpin und ober-montan), Nährstoffzahl N = 2 (nährstoffarm), Kontinentalitätszahl K = 4 (subkontinental).

## Systematik
Die Erstveröffentlichung dieser Art erfolgte 1753 unter dem Namen Cochlearia saxatilis durch Carl von Linné in Species Plantarum, Tomus 2, S. 648. Für die Eingliederung in die Gattung Kernera werden zwei Veröffentlichung zitiert: Robert Sweet: Sweet's Hortus Britannicus: or a catalogue of plants cultivated in the gardens of Great Britain, arranged in natural orders ... / by Robert Sweet. London, 1827, S. 467 und Heinrich Gottlieb Ludwig Reichenbach: Moesslers Handbuch der Gewächskunde, 2. Auflage, 2, 1828, S. 1142. Die artenarme Gattung Kernera wurde durch Friedrich Kasimir Medikus in Pflanzen-Gattungen ..., 1792 77, 95 aufgestellt. Der Gattungsname Kernera ehrt den deutschen Botaniker Johann Simon von Kerner (1755–1830). Das Artepitheton saxatilis bedeutet „felsbewohnend“.
Kernera saxatilis ist die einzige Art der Gattung Kernera in der Tribus Kernereae innerhalb der Familie Brassicaceae.
Je nach Autor gibt es von Kernera saxatilis etwa zwei Unterarten:
- Kernera saxatilis subsp. boissieri (Reut.) Charpin & Fern.Casas (Syn.: Kernera boissieri Reut.): Sie kommt in Spanien vor.[11]
- Kernera saxatilis (L.) Sweet subsp. saxatilis

## Trivialnamen
Für das Felsen-Kugelschötchen bestehen bzw. bestanden auch die weiteren deutschsprachigen Trivialnamen: Löffelkraut (Berner Oberland) und Steinkraut (Berner Oberland).